# بيت الزوم (الرضمة)

تعديل مصدري - تعديل

بيت الزوم هي إحدى قرى عزلة يحير بمديرية الرضمة التابعة لمحافظة إب، بلغ تعداد سكانها 385 نسمة حسب تعداد اليمن لعام 2004.